# Sam Madison
Pour les articles homonymes, voir Madison.
(en) Statistiques sur pro-football-reference
Samuel Adolphus Madison, Jr., né le 23 avril 1974 à Thomasville en Géorgie, est un joueur américain de football américain, qui évolue au poste de cornerback.

## Carrière

### Carrière universitaire
Sam Madison intègre Florida A&M où il joue comme wide receiver et defensive back. Mis à part le football américain, il a également pratiqué le basket-ball, le baseball et l'athlétisme.
Il joue au football américain universitaire à l'université de Louisville. Il est titulaire pendant trois ans pour l'équipe des Cardinals et il établit le record de l'équipe au niveau des interceptions avec 16 et des passes défendues avec 44. Durant sa première année il est nommé dans la troisième équipe All-America grâce à la réalisation de 65 tackles, 2 sacks, 13 passes défendues et 7 interceptions. Dans sa dernière année il est nommé dans la deuxième équipe All-America et il effectue 52 tackles, 2 sacks, 6 interceptions et 16 passes défendues.

### Carrière professionnelle

#### Dolphins de Miami
Madison est drafté au deuxième tour de la draft NFL en 1997 par les Dolphins de Miami. Il participe au Pro Bowl quatre ans de suite, de 1999 à 2002. Le 1er mars 2006, il est libéré par les Dolphins de Miami
.
Il finit sa carrière chez les Dolphins avec 127 titularisations en 138 matchs et enregistre 353 tackles, 1 sack, 31 interceptions et 2 touchdowns.
Durant une grande partie de sa carrière chez les Dolphins, Madison joue aux côtés du cornerback Patrick Surtain. Pendant cette collaboration, Madison et Surtain sont un des tandems de cornerbacks le plus prolifique de l'histoire de la NFL en combinant 697 tackles, 7.5 sacks, 60 interceptions et 2 touchdowns.

#### Giants de New York
Madison signe un contrat de quatre ans avec les Giants de New York le 10 mars 2006 . Il gagne une bague de Super Bowl avec les Giants lors du Super Bowl XLII contre les Patriots de la Nouvelle-Angleterre.
Madison participe à seulement sept matches avec les Giants en 2008 et réalise 8 tackles et 1 interception. Il est placé sur la liste des blessés le 30 décembre à la suite d'une fracture de la cheville. Il est finalement libéré par la franchise le 9 février 2009.